# Volley Treviso 1999-2000
Questa voce raccoglie le informazioni riguardanti il Volley Treviso nelle competizioni ufficiali della stagione 1999-2000.

## Stagione
La squadra chiude al primo posto la regular season del campionato di Serie A1; nei successivi play-off viene immediatamente eliminata ai quarti di finale dal Palermo. Nelle altre competizioni nazionali, vince la Coppa Italia battendo in finale la Gabeca mentre perde la Supercoppa italiana contro il Cuneo.
In ambito internazionale la squadra trionfa sia in Coppa dei Campioni, battendo in finale i tedeschi del Friedrichshafen, sia nella Supercoppa europea, superando in una final four dapprima i connazionali del Palermo in semifinale e poi i belgi del Maaseik in finale.